# ناحیه کندی
ناحیه کندی (به لاتین: Kandy District) یک ناحیه در سری‌لانکا است که در استان مرکزی (سری‌لانکا) واقع شده‌است.

## خصوصیات
ناحیه کندی ۱٬۹۴۰ کیلومترمربع مساحت و ۱٬۲۷۹٬۰۲۸ نفر جمعیت دارد.